# Universidad Laboral de Córdoba
La Universidad Laboral de Córdoba fue inaugurada el 5 de noviembre de 1956 con el nombre de Onésimo Redondo, en Córdoba, España. Situada en el "km 395" de la antigua carretera de Madrid, ocupaba más de 20 ha de terreno. 

## Historia
La Universidad Laboral de Córdoba constaba de 6 colegios, en respectivos edificios simétricos, con nombres de personalidades cordobesas, denominados: San Rafael, Luis de Góngora, Juan de Mena, Gran Capitán, San Álvaro y San Alberto Magno; talleres para la formación profesional, aularios teóricas, comedores, centro logístico con panadería, lavandería, mantenimiento; instalaciones deportivas, pista de atletismo, piscinas, gimnasios, apartamentos para el profesorado. 
Entre los edificios en la Universidad Laboral, destacaban el Paraninfo, dedicado a despachos y la secretaría del Centro, así como la iglesia.
En 1979 se transforma en Centro de Estudios Integrados -CEI-, para más tarde transformarse en dos centros de enseñanza secundaria: IES Gran Capitán, e IES Alhaken II.

## Profesorado y Alumnos destacados
De entre sus profesores, que han sido cientos a lo largo de sus más de treinta años de vida, y de sus miles de alumnos, cabe citar a:
- Francisco Zueras Torréns, pintor, muralista, escritor y académico.
- José Luis García Pantaleón, veterinario y biólogo.
- José Luis García Rúa, catédratico de Universidad y anarquista.
- Santiago Pérez Gago, (Padre Gago) pedagogo y lingüista.
- Padre Naranjo, pedagogo
- Ricardo Cuadrado Tapias, padre Richard.
- Juan Antonio Olmo Cascos (1975-1983), alumno de la XI Promoción I. Técnicos y creador de la web http://www.laboraldecordoba.es
- Antonio Colinas, alumno durante tres años y poeta.
- Desiderio Vaquerizo Gil, alumno durante tres años, catedrático de universidad, escritor y novelista.
- Luis Terradillos Andrés: ingeniero y ejecutivo de CAF.
- Ramón Garrido Palomo, alumno durante tres años, médico pediatra, presidente del Colegio de Médicos de Ciudad Real y presidente del Consejo Autonómico de Colegios de Médicos de Castilla-La Mancha.
- Joan Manuel Serrat, cantante.
- Eusebio Poncela, actor.
- Javier de la Iglesia (1978-1984). Director empresarial en México.

## Deportes
La antigua Universidad Laboral, hoy Campus de Rabanales de la Universidad de Córdoba, acogió entre sus instalaciones deportivas la primera piscina de competición climatizada cubierta, y el primer campo de rugby, en Córdoba.
Compitió durante varios años en los Juegos Escolares Nacionales 